# Huamachuco
Huamachuco est une ville du nord du Pérou, capitale de la Province de Sánchez Carrión dans le département de La Libertad, située à 3 269 mètres d'altitude, sur le versant est des Cordillère des Andes dans une haute vallée andine à 184 km de Trujillo. La ville a une population estimée à 39 806 habitants pour l'année 2015.